# Olympiaausscheidungsrennen im Straßenradsport 1964
Die Olympiaausscheidungsrennen im Straßenradsport 1964 waren zwei Eintagesrennen, bei denen die Teilnehmer im Straßenradsport für die gesamtdeutsche Mannschaft bei den Olympischen Sommerspielen in Tokio 1964 ermittelt wurden. Sie fanden in Gießen in der Bundesrepublik und in Erfurt in der DDR im Juli 1964 statt.

## Vorgeschichte und historischer Kontext
Der Deutsche Radsport-Verband der DDR beziehungsweise sein Vorgänger (die Sektion Radsport im Deutschen Sportausschuß der DDR) wurde 1956 offiziell in den Weltdachverband des Radsports Union Cycliste Internationale (UCI) aufgenommen (zuvor starteten DDR-Fahrer ab 1954 mit einer Sondergenehmigung bei den Radweltmeisterschaften). Bei den Olympischen Sommerspielen waren die Sportler der DDR ab 1956 im Rahmen einer gesamtdeutschen Mannschaft mit den Sportlern der Bundesrepublik Deutschland startberechtigt. Über die Zusammensetzung der Olympiakader entschieden in der Regel innerdeutsche Ausscheidungswettkämpfe oder Vereinbarungen der beiden deutschen Nationalen Olympischen Komitees (NOK). Bei strittigen Fragen sollte das Internationale Olympische Komitee (IOC) jeweils eine Einzelentscheidung treffen. Für die Spiele 1964 in Tokio vereinbarten der Deutsche Radsport-Verband der DDR (DRSV) und der Bund Deutscher Radfahrer (BDR) für den Bahnradsport und den Straßenradsport Ausscheidungskämpfe. Davon sollten jeweils einer in der DDR und einer in der Bundesrepublik stattfinden. Für den Straßenradsport wurden zwei Rennen in Gießen und Erfurt vereinbart, bei denen jeweils 15 Radrennfahrer jedes Verbandes antraten. Jeder Verband benannte im Vorfeld einen Kader von 20 Radrennfahrern für beide Rennen.
Der Nominierungsmodus lautete: 30 Punkte für den 1. Platz absteigend bis zu 1 Punkt für den 30. Platz. Die punktbesten fünf Fahrer sollten in die gesamtdeutsche Olympiamannschaft aufgenommen werden, wobei letztlich die Verbände über die namentliche Besetzung der ihnen zustehenden Plätze entscheiden konnten. Die Rennzeiten wurden für die Nominierung nicht berücksichtigt und sollten nur bei Punktgleichheit berücksichtigt werden. Aus diesen qualifizierten fünf Fahrern wurde auch die Mannschaft für das Mannschaftszeitfahren in Tokio gebildet sowie vier Fahrer für das Einzelrennen nominiert.

## 1. Rennen in Gießen
Am 5. Juli fand das erste Rennen über 182 Kilometer auf einem Rundkurs (sieben Runden) bei Gießen statt. Der damalige Bundestrainer Otto Ziege hatte dafür eine Taktik vorgegeben, die vorsah, dass jeder BDR-Fahrer bei einem DRSV-Fahrer bleiben sollte, egal, wie die Rennsituation aussehen sollte. Dieses Konzept war erfolgreich. In der 6. Runde des Rennens konnten sich Immo Rittmeyer und Winfried Gottschalk von der Hauptgruppe lösen und das Ziel als Duo erreichen. Rittmeyer gewann den Zielsprint deutlich. 19 Fahrer folgten in der nächsten Gruppe. Auf der Zielgeraden zeigten sich die westdeutschen Fahrer taktisch überlegen. 200 Meter vor dem Ziel fuhren sechs BDR-Fahrer fächerartig auf der gesamten Straßenbreite und belegten damit die Plätze 3 bis 8 im Ziel. Von den Favoriten stürzte Gustav-Adolf Schur bereits in der Anfangsphase des Rennens, Klaus Ampler hatte Materialschaden. Beide fielen weit zurück und kamen für die Gesamtwertung nicht mehr in Frage. Nach dem Rennen waren die DDR-Fahrer und ihre Trainer einer massiven öffentlichen Kritik ausgesetzt. Insbesondere wurde kritisiert, dass die DDR-Fahrer in der fünften Runde eine 8-gegen-5-Übermacht in der Spitzengruppe nicht zu einer entscheidenden Tempoverschärfung nutzten. Rüschhoff hatte einen Defekt und Jürgen Goletz war zu seiner Unterstützung zurückgeblieben.
Kurz vor dem Rennen in Gießen verließ Dieter Wiedemann, der im Mai Dritter der Friedensfahrt geworden war, die DDR-Mannschaft und floh in die Bundesrepublik.

### Ergebnis
| Platz | Fahrer              | Verband | Punkte |
| ----- | ------------------- | ------- | ------ |
| 01.   | Immo Rittmeyer      | DRSV    | 30     |
| 02.   | Winfried Gottschalk | BDR     | 29     |
| 03.   | Klaus Schützeberg   | BDR     | 28     |
| 04.   | Wilhelm Bollenberg  | BDR     | 27     |
| 05.   | Heinz Rüschhoff     | BDR     | 26     |
| 06.   | Heinz-Dieter Schulz | BDR     | 25     |
| 07.   | Bernd Riemann       | BDR     | 24     |
| 08.   | Burkhard Ebert      | BDR     | 23     |
| 09.   | Eberhard Butzke     | DRSV    | 22     |
| 010.  | Günter Hoffmann     | DRSV    | 21     |
| 0 …   |                     |         |        |

## 2. Rennen in Erfurt
Auf einem Rundkurs (sechs Runden) bei Erfurt fand das 2. Rennen am 12. Juli 1964 über 175 Kilometer statt. Bereits kurz nach dem Start versuchten die Fahrer des DRSV durch ständige Ausreißversuche und ein sehr hohes Renntempo eine Vorentscheidung zu treffen und die im 1. Rennen verlorenen Punkte aufzuholen. Opfer dieser Taktik wurden Gustav-Adolf Schur (der bereits nach 300 Metern stürzte), Dieter Mickein, Herbert Wilde, Horst Ruster und Paul Horn, die alle nach Materialschäden oder Stürzen nicht mehr zur Hauptgruppe aufschließen konnten. In der Endphase des Rennens in der 5. Runde setzten sich vier Fahrer (Weißleder, Eckstein, Hoffmann, alle DRSV) sowie Glemser (BDR) ab. Den Sprint gewann Manfred Weißleder. Nach dieser Spitzengruppe belegten vier BDR-Fahrer im Sprint einer neunköpfigen Gruppe die nächsten Plätze.

### Ergebnis
| Platz | Fahrer              | Verband | Punkte |
| ----- | ------------------- | ------- | ------ |
| 01.   | Manfred Weißleder   | DRSV    | 30     |
| 02.   | Günter Hoffmann     | DRSV    | 29     |
| 03.   | Bernhard Eckstein   | DRSV    | 28     |
| 04.   | Peter Glemser       | BDR     | 27     |
| 05.   | Burkhard Ebert      | BDR     | 26     |
| 06.   | Klaus Schützeberg   | BDR     | 25     |
| 07.   | Heinz-Dieter Schulz | BDR     | 24     |
| 08.   | Bernd Riemann       | BDR     | 23     |
| 09.   | Lothar Appler       | DRSV    | 22     |
| 010.  | Wilhelm Bollenberg  | BDR     | 21     |
| 0 …   |                     |         |        |

## Gesamtergebnis beider Rennen
| Platz | Fahrer              | Verband | Punkte |
| ----- | ------------------- | ------- | ------ |
| 01.   | Klaus Schützeberg   | BDR     | 53     |
| 02.   | Günter Hoffmann     | DRSV    | 50     |
| 03.   | Immo Rittmeyer      | DRSV    | 49     |
| 04.   | Burkhard Ebert      | BDR     | 49     |
| 05.   | Heinz-Dieter Schulz | BDR     | 49     |
| 06.   | Wilhelm Bollenberg  | BDR     | 48     |
| 07.   | Manfred Weißleder   | DRSV    | 47     |
| 08    | Bernd Riemann       | BDR     | 47     |
| 09.   | Bernhard Eckstein   | DRSV    | 46     |
| 010.  | Peter Glemser       | BDR     | 43     |
| 0 …   |                     |         |        |

Rittmeyer wurde auf den dritten Rang der Gesamtwertung gesetzt, da er gegenüber den punktgleichen Ebert und Schulz die bessere Zeit in den Rennen erzielt hatte. Damit erhielten der BDR drei und der DRSV zwei Startplätze für Tokio. Der BDR nominierte Burkhard Ebert, Peter Glemser und Wilfried Peffgen, der DRSV Günter Hoffmann und Immo Rittmeyer.